# Hattinger Tunnel
Der Hattinger Tunnel ist ein 900 m langer Eisenbahntunnel bei Hattingen im Landkreis Tuttlingen in Baden-Württemberg.
In dem Bauwerk unterquert die Schwarzwaldbahn auf 690 m ü. NN. die europäische Hauptwasserscheide zwischen Rhein und Donau auf der Schwäbischen Alb.
Er ist unter den 39 Tunneln der Strecke der südlichste und letzte, außerdem der drittlängste auf der Schwarzwaldbahn.

## Lage und Verlauf
Das zwischen Streckenkilometer 124,171 und 125,067 liegende Bauwerk schließt sich unmittelbar südlich an den Betriebsbahnhof Hattingen an. Die Trasse verläuft im Tunnel in einer Geraden. An beiden Portalen schließen sich Bögen an.
Die Gradiente fällt im Tunnel mit einer Längsneigung von 1:60 in südlicher Richtung ab. Von einem Scheitelpunkt vor dem Nordportal (690 m ü. NN.) fällt die Strecke bis Singen (428 ü. NN) durchgehend ab.
Das im Jurakalk liegende, gemauerte Bauwerk nimmt zwei Gleise mit einem Schotter-Oberbau auf, die mit 90 km/h befahren werden dürfen.
Nahe dem Südportal liegt eine GSM-R-Basisstation, die unter anderem den Tunnel mit Bahnbetriebsfunk versorgt.

## Geschichte
1868 wurde der Streckenabschnitt zwischen Donaueschingen und Engen und damit auch der Tunnel eröffnet. Die Weiterführung der bereits 1866 von Süden bis Engen führenden Strecke über die Hattinger Steige hatte die Weiterführung verzögert.
1904 wurde der 15 km lange Streckenabschnitt zwischen Immendingen und Engen um ein zweites Gleis ergänzt.
Das Bauwerk wurde 1927 bilanziell aktiviert.
Die zulässige Geschwindigkeit lag 1960 bei 70 km/h und wurde bis 1978 auf 90 km/h angehoben.
Im Zuge der Elektrifizierung der Strecke wurde die Sohle des Tunnels in den 1970 er Jahren um 65 cm abgesenkt, um Platz für die Fahrleitung zu schaffen.
2008 war das Bauwerk der Zustandsnote 2 („Größere Schäden am Bauwerksteil, welche die Sicherheit nicht beeinflussen. Maßnahmen des  vorbeugenden Unterhalts sind bei lang- und mittelfristig (länger als 18 Jahre) zu erhaltenden Bauwerksteilen auf ihre Wirtschaftlichkeit hin zu überprüfen.“) zugeordnet, 2014 und 2017 der Zustandsnote 3 („Umfangreiche Schäden am Bauwerksteil, welche die Standsicherheit nicht beeinflussen. Eine Instandsetzung ist noch möglich, ihre Wirtschaftlichkeit ist zu prüfen“).
2011 war geplant, den Tunnel ab 2012 „für längere Zeit“ zu sperren. Laut späteren Angaben war in der zweiten Hälfte der 2010er Jahre eine Sanierung von Mauerwerk und Entwässerung vorgesehen. Im Zuge einer Vollsperrung des Streckenabschnitts zwischen Hattingen und Engen im August und bis 8. September 2019 sollten im Tunnel nicht näher genannte Arbeiten ausgeführt werden.
Um 2014 wurde der Tunnel täglich von 16 Zügen des Schienenpersonenfernverkehrs, 51 Zügen des Schienenpersonennahverkehrs sowie 11 Güterzügen befahren.
Der Tunnel soll zukünftig „gemäß den Vorgaben für internationale Güterverkehrslinien“ angepasst werden. Durch eine Anpassung der Trassierung soll der Tunnel für den kombinierten Ladungsverkehr ertüchtigt werden. Im Frühjahr 2024 waren dazu Grundlagenermittlung und Vorplanung im Gang. Der Baubeginn ist in den 2030er Jahren, die Inbetriebnahme in den 2040er Jahren geplant. Anfang 2025 war die Vorplanung abgeschlossen.